# Marc Demeuse
 (août 2021).
Pour les articles homonymes, voir Demeuse.
Marc Demeuse (né en 1965) est un psychologue et statisticien belge, professeur à l'université de Mons en psychologie et statistique. Spécialiste des systèmes éducatifs, il est depuis janvier 2018 membre du Conseil scientifique de l'Éducation nationale français.

## Carrière
Marc Demeuse a été chercheur au sein du Service de Pédagogie expérimentale et théorique de l'Université de Liège pendant plus de douze ans et y a réalisé sa thèse de doctorat consacrée aux politiques d’éducation prioritaire en Belgique francophone. Il a obtenu plusieurs bourses qui lui ont permis de séjourner dans les universités de Nimègue et de Bourgogne.
Il enseigne à l’université de Mons depuis 2004, au sein de la faculté de psychologie et des sciences de l’éducation. Il est vice-recteur à l'enseignement et responsable de la formation initiale et continuée des enseignants. 
Il y dirige l’Institut d’administration scolaire et dirige le service Méthodologie et Formation. Il est, notamment, membre de la Commission de Pilotage de l’enseignement et du Conseil d’administration de l’Institut de Formation en Cours de Carrière (Communauté française).
Il a présidé le Conseil d’École de l’École supérieure du professorat et de l’éducation de l'Académie de Nancy-Metz (2014-2018) et participe au Comité de suivi de la formation des enseignants en France depuis sa création. 

## Travaux
Ses recherches portent sur le domaine de la formation initiale et continuée des enseignants, sur l’analyse et l’évaluation des systèmes d’enseignement, le développement d’outils pédagogiques et l’analyse des politiques éducatives.
Il est également impliqué dans plusieurs projets et réseaux de chercheurs au niveau européen (notamment le «Network of experts in Social Sciences of Education and training», NESSE). Il a participé, comme expert, à la production des premiers indicateurs européens de la qualité de l’éducation scolaire (2000) et a piloté la réalisation d’un ensemble d’indicateurs d’équité des systèmes éducatifs en Europe. Il consacre une partie de ses recherches aux politiques ciblées (ZEP, discriminations positives …), notamment dans une perspective comparative. Il participe, comme expert, à différentes commissions et organes de pilotage du système éducatif belge francophone.
Ses travaux concernent également l'édumétrie.

## Publications
- « Développer un curriculum d'enseignement ou de formation : Des options politiques au pilotage » (De Boeck, 2013), avec Christiane Strauven.
- « Vers une école juste et efficace : 26 contributions sur les systèmes d'enseignement et de formation » (De Boeck, 2004), avec Ariane Baye.
- « Les politiques d'éducation prioritaire en Europe. Tome I: Conceptions, mises en œuvre, débats » avec Daniel Frandji, Greger David et Rochex Jean-Yves (dir.), Lyon, Publications de l'INRP, 2008.
- « Les politiques d'éducation prioritaire en Europe. Tome II : quel devenir pour l'égalité scolaire ? » (2012), avec Daniel Frandji, Greger David et Rochex Jean-Yves (dir.), Lyon, ENS Éditions, 2011. (mise en ligne 2014 : http://books.openedition.org/enseditions/1365).
- « L'évaluation des productions complexes en français langue étrangère/seconde dans l'enseignement supérieur » (2010)
- Demeuse Marc, Frandji Daniel, Greger David et Rochex Jean-Yves (dir.) Educational Policies and inequalities in Europe, London, Palgrave Macmillan, 2012.
- Marc Demeuse, Antoine Derobertmasure, « Lorsque ça dérape... John Keating, Rainer Wenger et quelques autres séducteurs », In Antoine Derobertmasure, Marc Demeuse et Marie Bocquillon, L'Ecole à travers le cinéma. Ce que les films nous disent sur le système éducatif, Bruxelles: Mardage (pp. 177-193).
- Antoine Derobertmasure, Marc Demeuse et Marie Bocquillon, L'école à travers le cinéma. Ce que les films nous disent sur le système éducatif, Bruxelles, Mardaga, 2020, 512 p. (ISBN 978-2-8047-0873-3)

## Distinctions
- 2018 : membre en France du Conseil scientifique de l'Éducation nationale[7].